# Andrea Vianini

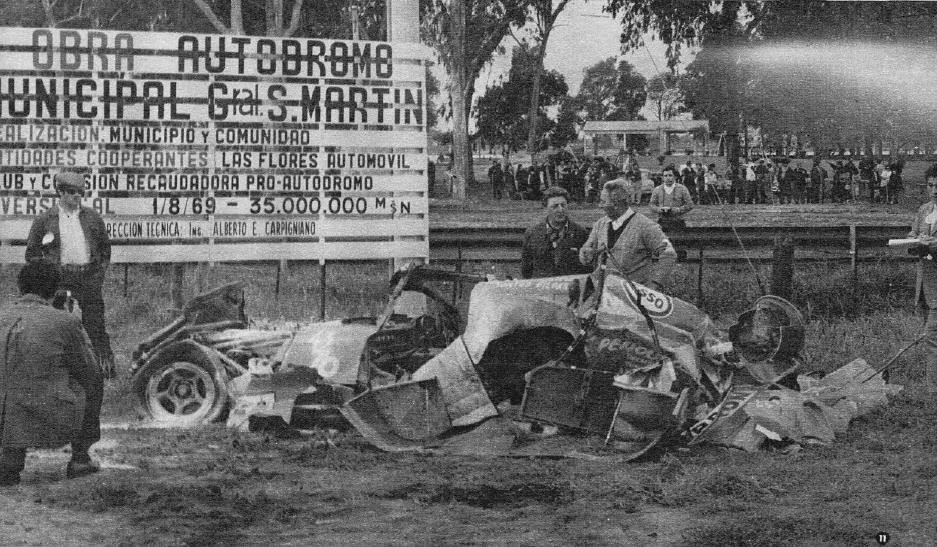
Coche de Vianini luego del accidente de 1970.

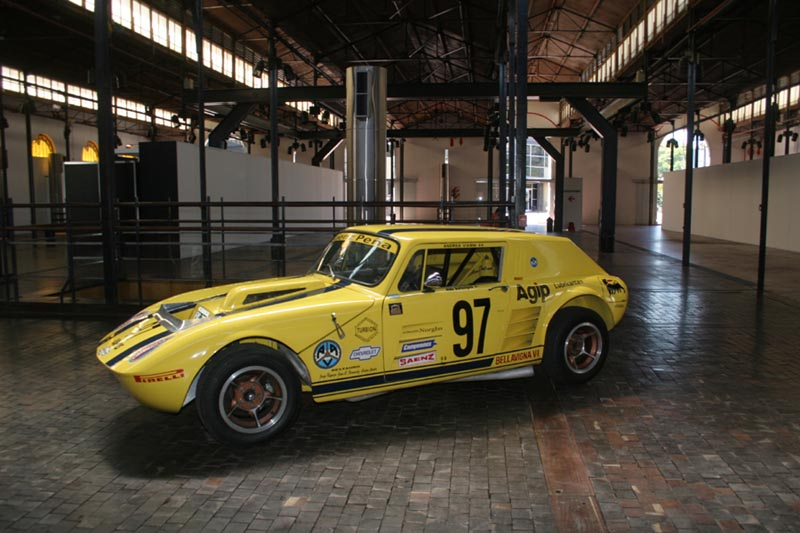
La Garrafa, prototipo con el cual obtuvo sus dos victorias en el TC.

Andrea Vianini (Milán, 19 de octubre de 1942-Ibídem, 21 de mayo de 2016) fue un piloto de automovilismo ítalo-argentino. Compitió en Turismo Carretera, donde logró dos victorias. En 1970 sufrió de un accidente que lo dejó en silla de ruedas, lo que lo obligó a retirarse de las carreras, con 28 años.

## Carrera deportiva
Nacido en Milán, emigró a Argentina cuando era joven, junto a su padre que era importador de la compañía Moto Guzzi. Debutó en el motociclismo a los 18 años, pero rápidamente se inclinó hacia las carreras de autos.
En 1964 compitió en las 12 Horas de Reims con un Porsche 904 GTS junto a Nasif Estéfano, terminando 1° en la clase GT2.0 y 4° en la general, además de haber participado en los 1000 km de Nürburgring, donde terminaron 10°. Ese mismo año también con un Porsche 904 GTS, corrió la Targa Florio con Bruno Deserti, abandonando en la tercera vuelta.
En la temporada 1967, al mando de La Garrafa (prototipo de chasis Bellavigna y motor Chevrolet que debutaba en la categoría), obtuvo su primera victoria en el Turismo Carretera en el Autódromo de Buenos Aires, ganándole a los destacados IKA Torino de Gradassi, Copello y Ternengo. En dicha temporada corrió ocho carreras, obteniendo una victoria, dos podios, dos poles y tres vueltas rápidas, finalizando en el puesto 23°.
Al año siguiente disputó otras 10 carreras en el TC, obteniendo su segunda victoria en Alta Gracia. Terminó la temporada en el puesto 14°, obteniendo una victoria, dos podios, tres poles y una vuelta rápida.

### Accidente
En octubre de 1970, Andrea sufrió un accidente en una carrera de Sport Prototipo Argentino conduciendo un Baufer-Chevrolet, que le causó la pérdida de sensibilidad en la tercera, cuarta y quinta vértebras cervicales, dejándolo cuadripléjico de por vida.

## Muerte
Falleció el 21 de mayo de 2016 en su Italia natal, a la edad de 73 años.

## Palmarés

### Victorias en Turismo Carretera
| Circuito                  | Automóvil         | Fecha               |
| ------------------------- | ----------------- | ------------------- |
| Autódromo de Buenos Aires | Garrafa-Chevrolet | 16 de julio de 1967 |
| Autódromo de Alta Gracia  | Garrafa-Chevrolet | 16 de marzo de 1968 |
| Fuente:                   |                   |                     |